# Schloss Welsperg
Das Schloss Welsperg (auch Welsberg) befindet sich in der gleichnamigen Ortschaft Welsberg im Pustertal (Südtirol).

## Lage
Das Schloss Welsperg wurde auf einem Felsvorsprung erbaut und befindet sich etwas nördlich der Ortschaft Welsberg am Eingang zum Gsieser Tal. Auf einer Anhöhe direkt gegenüber auf der anderen Seite des Gsieser Bachs erhebt sich die Burgruine Thurn.

## Geschichte
Auftrags- und Namensgeber des Schloss Welsperg waren die Brüder Schwikher und Otto von Welsperg. Sie ließen den ungewöhnlich hoch und schlank wirkenden Bergfried von 1126 bis 1140 erbauen. Bald darauf folgten der Palas mit Wirtschaftsgebäuden und einer romanischen Kapelle. Die Welsperg wurden Untervögte der Grafen von Görz und Tirol. Durch kluge Heiratspolitik sowie geschickte Handels-, Bergbau- und Verwaltungstätigkeit vergrößerten sie ihr Vermögen und ihre Bedeutung.
Georg von Welsperg kaufte 1359 die gegenüberliegende Burg Thurn. Im auslaufenden 15. und beginnenden 16. Jahrhundert wurde die Burg Welsperg erheblich erweitert und ausgebaut. Den Höhepunkt ihrer Machtentfaltung erlebte die Familie mit Baron Guidobold von Welsperg, der Kämmerer und Berater des Kaisers wurde. Leopold I. verlieh ihm 1693 den Grafenstand. 1765 zerstörte ein Brand den Großteil der Burganlage, darunter auch Teile des Palas und des Wirtschaftsgebäudes. Daraufhin wurde der Dachstuhl des Palas auf die heutige Höhe herabgesetzt und man renovierte die Anlage. Die Burg verlor jedoch an Bedeutung und wurde nicht mehr bewohnt.
Nachdem die Familie 1907 mit Heinrich Karl Graf von Welsperg ausstarb, erbte den Besitz ein Zweig der Grafen von Thun-Hohenstein, durch Adoption Thun-Hohenstein-Welsperg. Gegenwärtiger Eigentümer ist Georg Siegmund Graf von Thun-Hohenstein-Welsperg. Unter Betreuung des Kuratoriums Schloss Welsperg werden im Sommer zahlreiche Konzerte, Ausstellungen und Feste in den Schlossmauern organisiert.

## Fotos

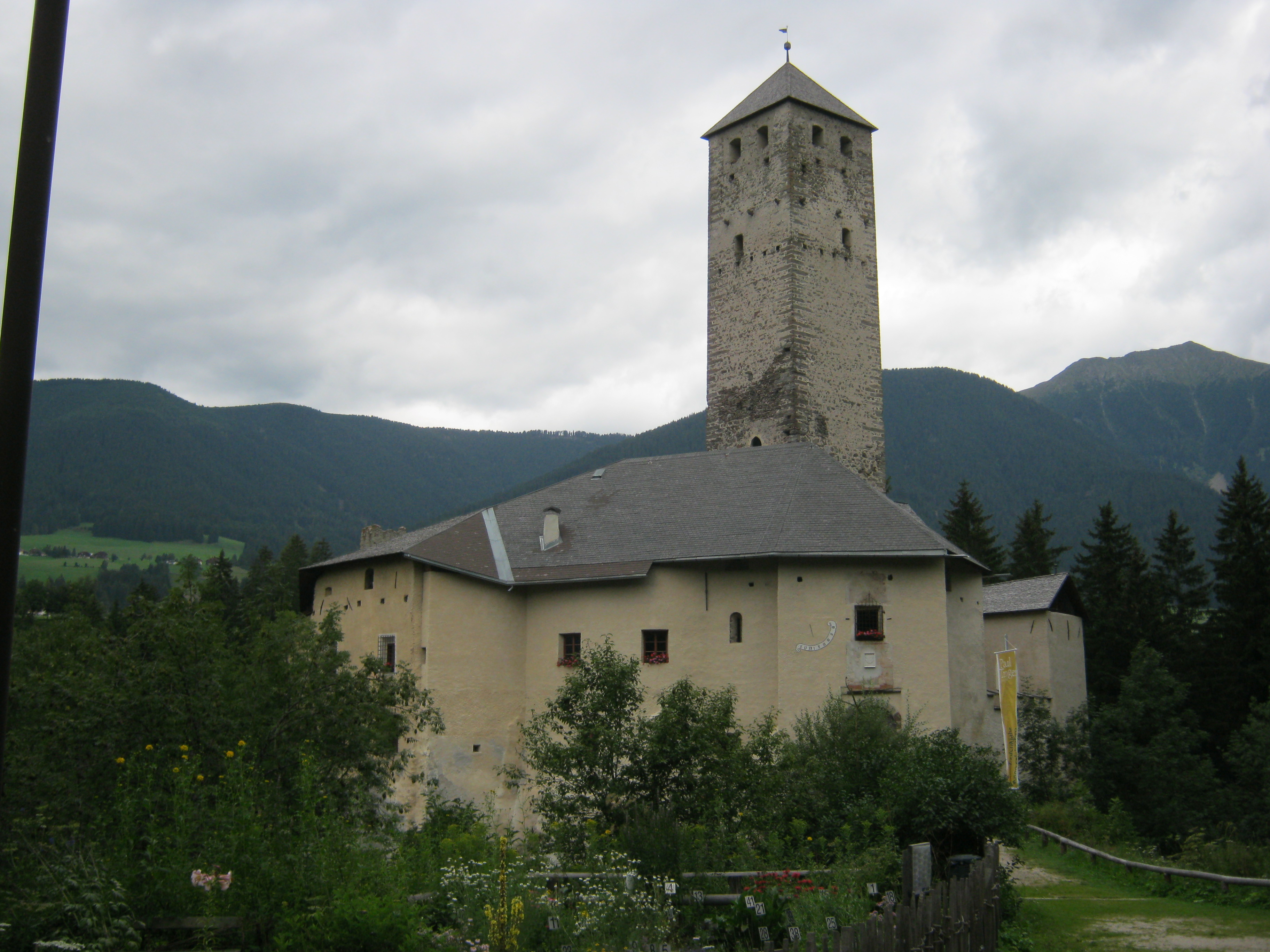
Burg Welsberg im Jahr 2012
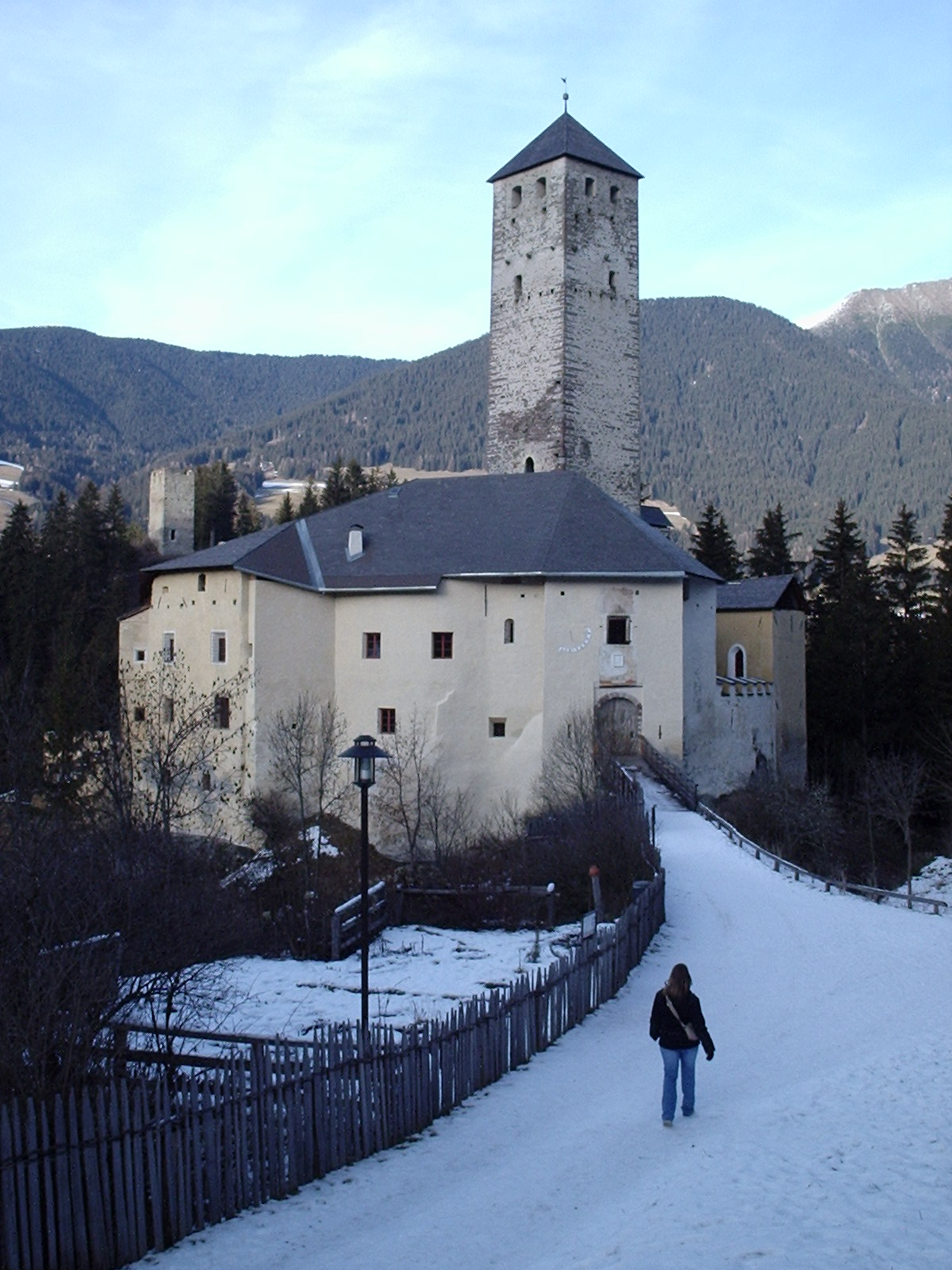
Burg Welsberg im Winter
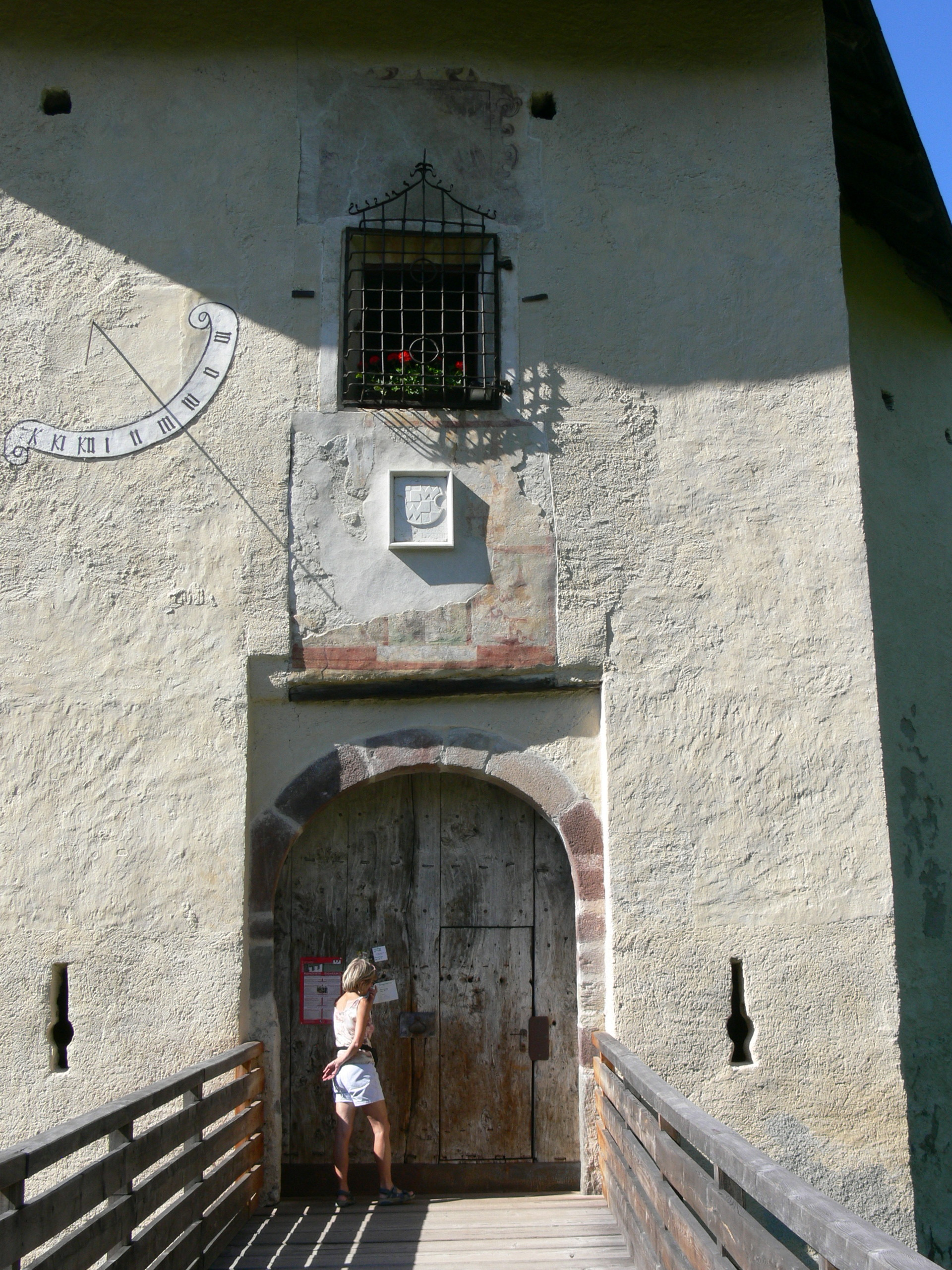
Tor zur Burg
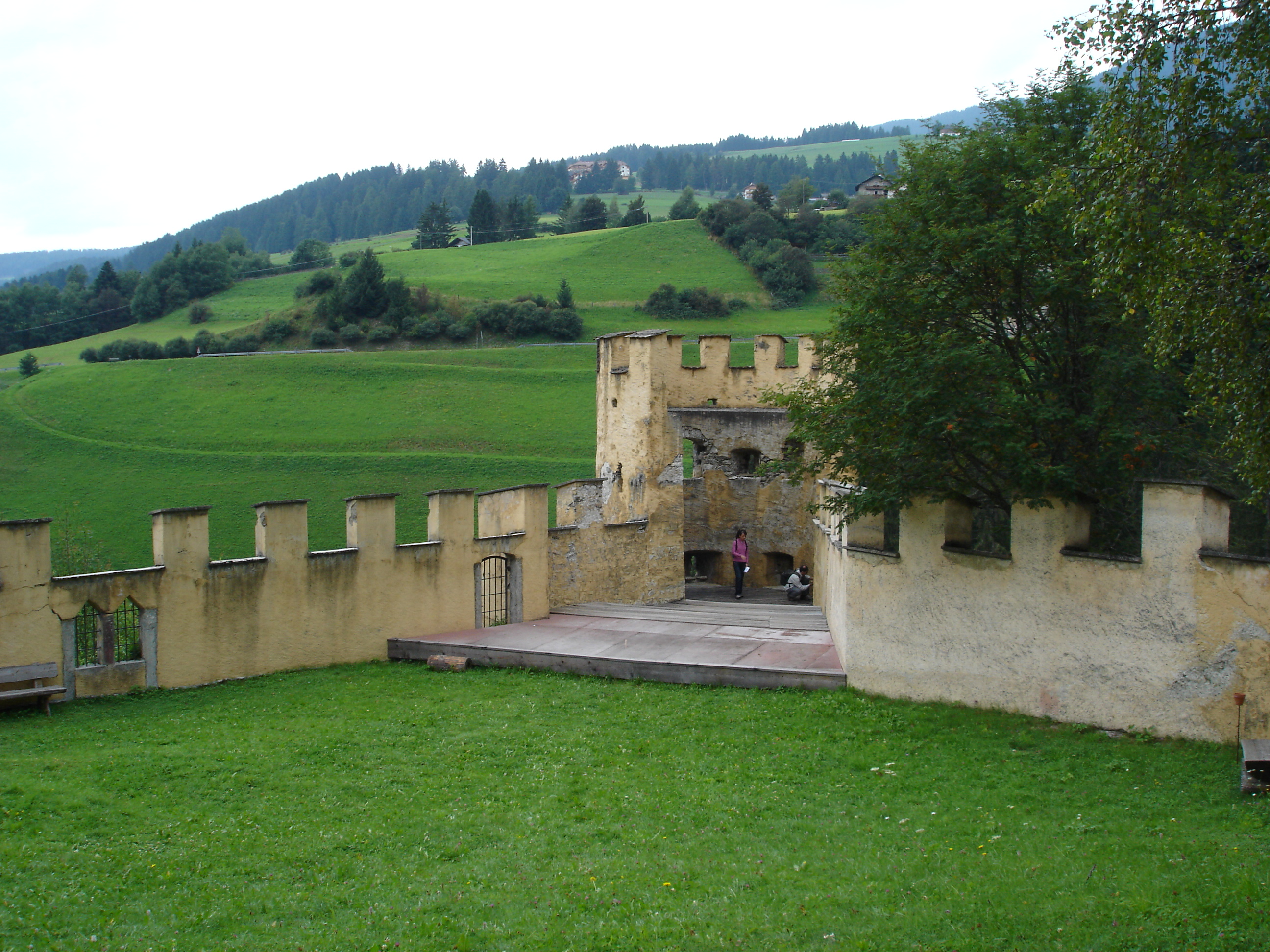
Innenhof